# Estación de Kazán–Passazhirskaya
La Estación de pasajeros de Kazán (del ruso: Станция Казань-Пассажирская), Stántsiya Kazán-Passazhírskaya, en tártaro: Казан-Пассажирлы станциясе es la principal estación de ferrocarril de Kazán, la capital de la República de Tartaristán, Rusia. La estación se encuentra en el centro de Kazán y el edificio fue inaugurado en 1894, considerado un monumento arquitectónico y símbolo de la ciudad, diseñado por Guénrij Rush.
La estación ofrece servicios de trenes de larga distancia, incluidos 13 regionales, así como trenes eléctricos de cercanías y trenes diesel. En total, la estación da servicio a más de ocho millones de pasajeros anuales. La estación cuenta con 15 pistas, algunas plataformas bajas y pasos elevado interiores por encima de las pistas, con ascensores que funcionan en todas las plataformas.

## Historia
La estación fue abierta poco después de la llegada a la ciudad en 1893 de la línea de ferrocarril Moscú-Kazán. Desde la era soviética la estación está a cargo de la subdivisión del Ferrocarril de Gorki, una rama de los Ferrocarriles Soviéticos —y posteriormente de RZhD o Ferrocarriles Rusos—. En 1992 el edificio principal sufrió un gran incendio y fue reconstruido en 1997.
El 22 de mayo de 2013, con motivo de la Universiada 2013 que se celebró en Kazán, se creó una línea de alta velocidad ferroviaria entre la estación y el aeropuerto con trenes eléctricos de nueva generación, los "Golondrina" de Aeroexpress.